# Alman Music
Alman Music è un'etichetta discografica indipendente italiana.

## Storia
Alman Music prende il nome dal compositore, arrangiatore e produttore discografico Alberto Mantovani, che la fonda nel 2011 a Imola.
Attiva in Italia e all'estero, collabora da subito con la compagnia francese Believe (all'epoca Believe Digital) per la distribuzione digitale. Per i supporti fisici invece si appoggia dapprima a Self Distribuzione Srl e successivamente a Discoteca Laziale. Affiliata a SCF e SIAE, nel 2020 formalizza un accordo con Universal Music Publishing Group per l'amministrazione del catalogo editoriale.
Fra le prime produzioni c'è la realizzazione delle sonorizzazioni scritte dal compositore e cantante Alex Sirvent per le soap opera messicane Abismo de pasión (2012), Lo que la vida me robó (2014) e Tres Veces Ana (2016). Tratte da queste colonne sonore, alcuni singoli fra cui Junto a ti (cantato dallo stesso Alex Sirvent con l'attrice Ximena Herrera), Amores de cristal e Antes de ti (cantati da Luja Duhart), Mi mujer e Un héroe en tu piel (cantati da Ernesto d'Alessio).
Attraverso i marchi Alman Music, Cose Sonore, DeepOut Records, Soul Soundtrack e Alman Kids produce e distribuisce artisti italiani ed internazionali, occupandosi di differenti generi musicali, dal pop al rock, dal jazz alla musica d'ambiente fino alle canzoni per bambini.

## Marchi

### Alman Music
Fra gli artisti prodotti e distribuiti nel panorama pop col marchio Alman Music anche: Alex Sirvent, Luja Duhart, Ernesto D'Alessio, Ximena Herrera, Morcheeba, Skye and Ross, Amycanbe, Ofeliadorme, Jeans, Federico Stragà, Fabrizio Casalino, Mario Biondi, Lorenzo Campani, No-Lounge, Nicole Magolie, Ukulele Lovers.

### Cose Sonore
Fra gli artisti prodotti e distribuiti nel panorama jazz col marchio Cose Sonore anche: Paolo Fresu, Fabrizio Bosso, Javier Girotto, Steve Turre, Sherman Irby, Ed Cherry, Claudio "Greg" Gregori, Franco Cerri, Tiger Dixie Band, Bruno Tommaso, New Project Orchestra, Lara Luppi, Eloisa Atti, Mauro Ottolini, Paolo Tomelleri, Lily Dior.

### DeepOut Records
Fra gli artisti prodotti e distribuiti nel panorama rock/reggae/alternative pop col marchio DeepOut Records anche: El V and The Gardenhouse, Ex Novo, Frank Nemola, Sergent Garcia, Qvintessence ed i personaggi comici Giginho e Mirko (interpretati da Fabrizio Casalino e resi noti attraverso le trasmissioni televisive Colorado Cafè e Mai dire martedì).

### Alman Kids
Da sempre attiva nel panorama della musica per bambini, attraverso il marchio Alman Kids produce e presenta l'artista argentina Luli Pampín. Fra gli altri anche Patylu, Diego Topa, Lucilla e Daisy Dot.